# Manuel Esquivel
Rt. Hon. Manuel Esquivel (Belize City, 2 mei 1940 – aldaar, 10 februari 2022) was een Belizaans politicus. Van 1984 tot 1989 en van 1993 tot 1998  was hij premier van Belize.

## Biografie
Esquivel studeerde natuurkunde aan de Loyola University in New Orleans en aan de Universiteit van Bristol (Groot-Brittannië). Nadien was hij docent natuur- en wiskunde aan de St. John's Junior College in Belize City. Esquivel, medeoprichter van de United Democratic Party (Verenigde Democratische Partij) in 1973, vertegenwoordigde die partij van 1974 tot 1980 in de gemeenteraad van Belize City. In 1982 werd Esquivel tot voorzitter van de United Democratic Party (UDP) gekozen.
In 1984 werd hij tot premier van Belize gekozen en op 17 december van dat jaar geïnaugureerd. Daarnaast werd hij ook minister van Defensie. Hij bekleedde beide posten tot 7 november 1989, toen George Cadle Price van de People's United Party (Verenigde Volkspartij) hem opvolgde. Op 3 juli 1993 werd Esquivel voor een tweede maal premier. Hij bekleedde die post tot 28 augustus 1998.
De Right Honorouble Manuel Esquivel was lid van de Privy Council van koningin Elizabeth II (het staatshoofd van Belize). 

### Privéleven en overlijden
Esquivel was getrouwd en kreeg drie kinderen. Hij overleed op 81-jarige leeftijd.
- International Standard Name Identifier: 0000 0001 0737 672X
- Library of Congress Control Number: n90624858
- Virtual International Authority File: 78829546
- WorldCat: E39PBJxmBp6M9H3QvVCwJ8KGHC